# Yukuhashi

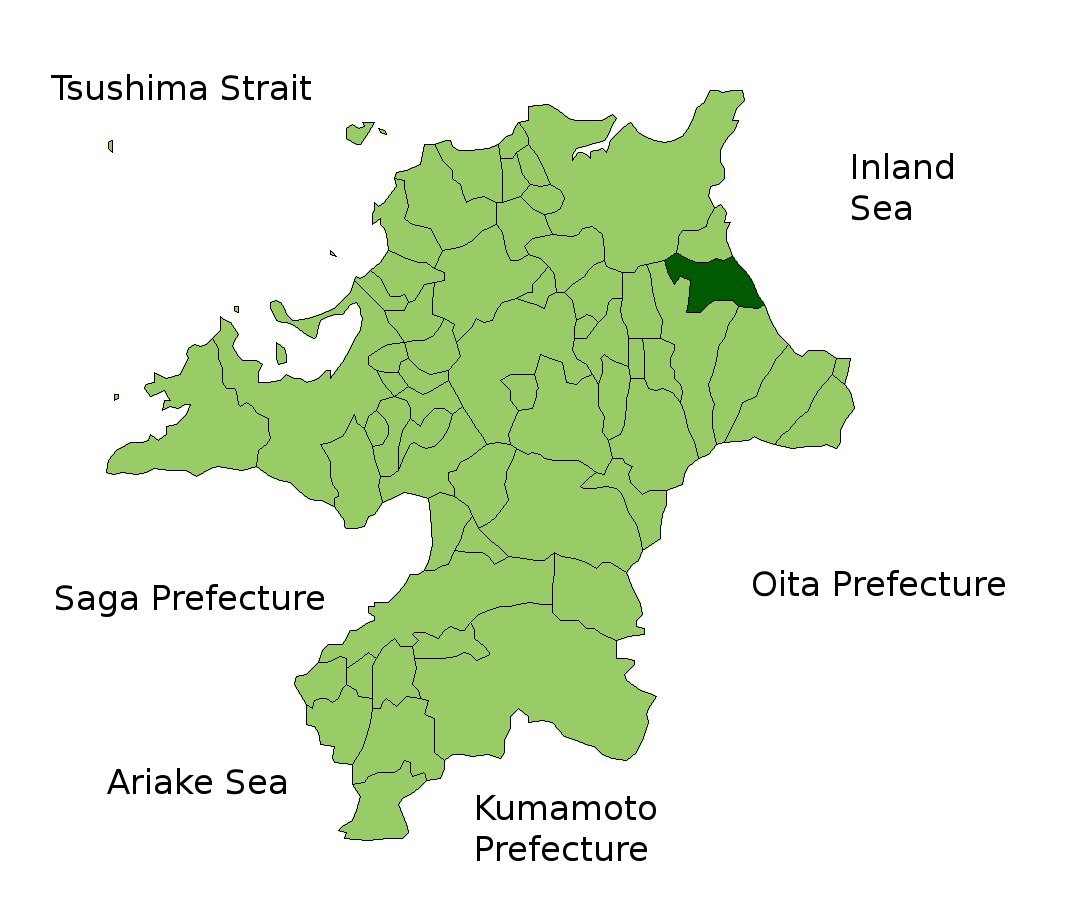

Yukuhashi (行橋市 Yukuhashi-shi?) este un municipiu din Japonia, prefectura Fukuoka.